# 北海道立子ども総合医療・療育センター
北海道立子ども総合医療・療育センター（ほっかいどうりつこどもそうごういりょう・りょういくセンター）は、札幌市手稲区にある小児専門病院（都道府県立病院）。愛称はコドモックル。北海道立小児総合保健センターと北海道立札幌肢体不自由児総合療育センターの機能を一体的に整備して開設した。北海道で唯一の特定機能周産期母子医療センターに指定されている。北海道手稲養護学校と連絡通路で接続しており、通院・入院している児童に対応している。隣接地にはドナルド・マクドナルド・ハウス・チャリティーズ・ジャパンが「ドナルド・マクドナルド・ハウス」を開設している。

## 沿革
北海道立小児総合保健センター
- 1977年（昭和52年）6月[5]：診療開始。
- 1981年（昭和56年）：幼児病棟開設。
- 1993年（平成05年）：MRI病棟完成。

北海道立札幌肢体不自由児総合療育センター
- 1952年（昭和27年）：「北海道整肢学院」設置[6]。
- 1961年（昭和36年）：「北海道立整肢学院」と改称。母子入院施設入所開始。
- 1962年（昭和37年）：「北海道立札幌整肢学院」と改称[6]。
- 1964年（昭和39年）：北海道札幌琴似養護学校開設。
- 1972年（昭和47年）：「札幌肢体不自由児総合療育センター」設置。琴似山の手地区から星置地区の新庁舎へ移転し[6]、外来診察開始。
- 1973年（昭和48年）：麻酔科開設[6]。
- 1974年（昭和49年）：歯科開設[6]。
- 1980年（昭和55年）：外来訓練室等増築[6]。
- 1984年（昭和59年）：重度病棟・訓練病棟増築、母子棟増築[6]。
- 1987年（昭和60年）：耳鼻咽喉科開設[6]。
- 1989年（平成元年）：移動療育センター事業開始[6]。
- 1991年（平成3年）：精神科開設[6]。

北海道立子ども総合医療・療育センター
- 2001年（平成13年）3月：小児総合保健センター・肢体不自由児総合療育センターの一体整備構想を策定[5]。
- 2002年（平成24年）2月：「北海道立小児総合医療・療育センター（仮称）」基本計画策定[5]。
- 2004年（平成16年）10月：着工[5]。
- 2007年（平成19年）：「北海道立小児総合保健センター」と「北海道立札幌肢体不自由児総合療育センター」を統合する形で、肢体不自由児総合療育センターの隣接地に開設[1]。
尚、統合により閉鎖された肢体不自由児総合療育センターの跡地には、「ドナルド・マクドナルド・ハウスさっぽろ」が2008年（平成20年）12月に開設された[7]。

## 診療科等
診療科
- 小児科（総合診療科）
- 小児神経内科
- 新生児内科
- 小児内分泌内科
- 小児血液腫瘍内科
- 小児循環器内科
- 小児腎臓内科
- 小児心臓血管外科
- 小児脳神経外科
- 小児耳鼻咽喉科
- 小児外科
- 小児眼科
- 整形外科
- 小児形成外科
- 小児精神科
- 放射線科
- 小児泌尿器科
- 麻酔科
- 遺伝診療科
- 小児歯科口腔外科
- 病理診断科
- リハビリテーション科（整形）
- 産科
- リハビリテーション科（小児）
- 小児集中治療科

部門
- 薬局
- 検査部
- 放射線部
- 栄養科
- リハビリテーション課
- 地域連携課
- 看護部

## アクセス・駐車場
国道5号（北5条手稲通）沿いに位置している。
- 北海道旅客鉄道（JR北海道）星置駅から徒歩約10分
- ジェイ・アール北海道バス札樽線「手稲鉱山通」バス停下車 徒歩約1分
- 地下1階駐車場（車椅子用42台、一般用58台）

## 参考資料
- “施設案内｜施設概要　”.   北海道立子ども総合医療・療育センター. 2018年4月4日閲覧。